# Karlovec Ludbreški
Karlovec Ludbreški falu Horvátországban, Varasd megyében. Közigazgatásilag Sveti Đurđhoz tartozik.

## Fekvése
Varasdtól 24 km-re, községközpontjától 2 km-re keletre a Dráva jobb partján fekszik.

## Története
Története során végig a szentgyörgyi plébániához tartozott. Az 1680-as egyházi vizitáció szerint 43 ház állt a faluban.
1857-ben 438, 1910-ben 708 lakosa volt. 1920-ig Varasd vármegye Ludbregi járásához tartozott. 2001-ben 163 háza és 607 lakosa volt.

## Nevezetességei
- A Szent Rókus-kápolna a 18. században épült barokk stílusban.
- Régészeti lelőhely vaskori halomsír a település határában.

## Külső hivatkozások
- A község hivatalos oldala
- A Szent György-plébánia honlapja